# Salomonsgatan

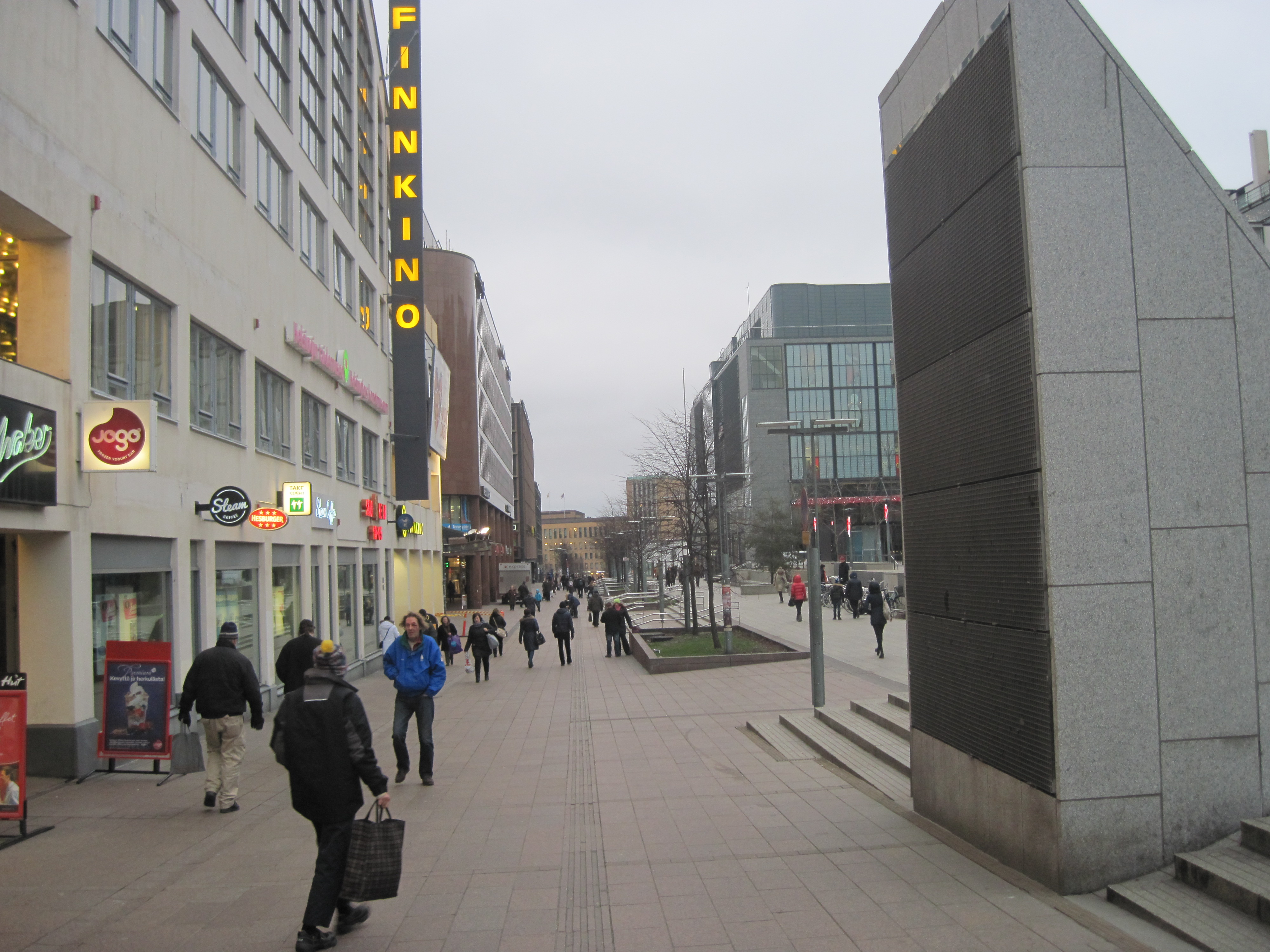
Gångsträcka av Salomonsgatan sedd från Fredriksgatan österut. Kampens centrum till höger, Tennispalatset och Granithuset till vänster. Den gula byggnaden som syns i bakgrunden är Posthuset vid Mannerheimplatsen.

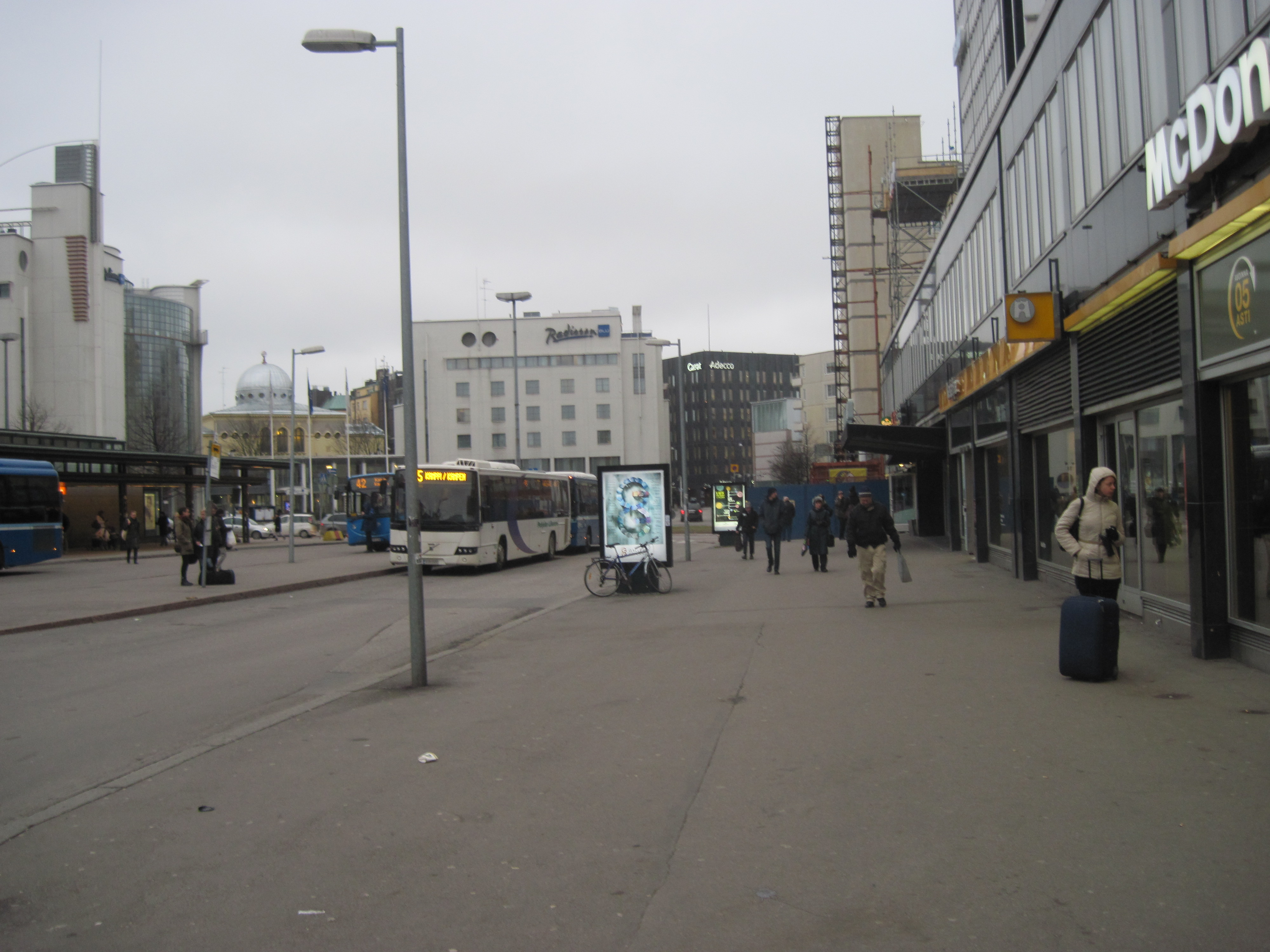
Salomonsgatan väster om korsningen med Fredriksgatan. Till höger är Bilhuset, till vänster biljetthallsbyggnaden för Kampens metrostation. I bakgrunden, till vänster om den låga delen av Radisson Blu Royal Hotel] syns kupolen på Helsingfors synagoga på Malmgatan.

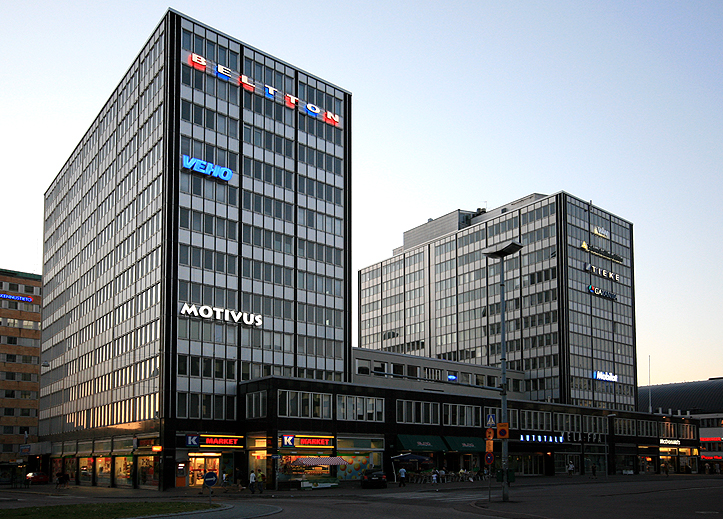
Bilhuset längs Salomonsgatan

Salomonsgatan (finska: Salomonkatu) är en omkring 600 meter lång gata i Kampen i Helsingfors. Den leder från Mannerheimvägen till Malmgatan och går bland annat längs med den norra sidan av Narinkentorget. Sträckan av Salomonsgatan mellan Mannerheimvägen och Fredriksgatan har ombyggts till gågata.
Salomongatans östra ände går längs Paasikiviplatsen (tidigare Arkadiaplatsen), och på torget finns minnesmärket över Juho Kusti Paasikivi, Öst och väst, skapat av Harry Kivijärvi. Längs Salomonsgatan, på dess södra sida, finns förutom Narinkentorget också två mindre gatutorg, Mauno Koivistos torg och Tennispalatsets torg.
Salomonsgatan anlades omkring 1910 och följde då norra gränsen av Åbo kaserns område. Vid dåvarande Henriksgatan (nuvarande Mannerheimvägen) i den östra änden hade tidigare legat Arkadiateatern mitt emot Åbo kaserns huvudbyggnad. Tvärsöver Henriksgatan låg Gaslysnings ab:s gasverk och omedelbart norr om Arkadiateatern låg Tölö tull, där utfartsvägen till Åbo gick. I övrigt var området då nästan obebyggt.
Salomonsgatan är idag till större delen en gågata. Diskussion har skett om att också dra en spårvagnslinje på gatan, men denna tanke har inte genomförts.

## Byggnader och torg
- Glaspalatset med huvudfasad mot Mannerheimvägen. På tomten låg tidigare Åbo kasern.
- Paasikiviplatsen, ursprungligen benämnd Arkadiaplatsen.
- Salomonsgatan 1 Hankkijahuset, den äldsta byggnaden vid gatan, färdig 1913. På platsen låg tidigare Arkadiateatern.
- Salomonsgatan 5 Arkadia nr 6, tidigare Innotalo. Ursprungligen låg på tomterna vid Salomos-, Olofs- och Arkadiagatorna Mjölkcentalens stora byggnadskomplex, som bland annat inrymde ett mejeri, som revs 1973. Det ersattes 1977 av Patent- och registerstyrelsens modernistiska handels- och kontorsbyggnad Innotalo, idag omdöpt till Arkadia nr 6.
- Kulturkasernen, den enda återstående byggnaden av Åbo kaserns anläggning. Den var ursprungligen köks- och matsalsbyggnad och användes senare som busstation för den dåvarande bussterminalen på torget.
- Narinkentorget
- Sokos Hotel Presidentti
- Salomongatan 13 Granithuset
- Kampens centrum, med affärslokaler också under gatan.
- Tennispalatset
- Kampens metrostation
- Bilhuset
- Radisson Blu Royal Hotel